# Parti socialiste authentique
Le Parti socialiste authentique (PSA) est un parti politique sénégalais, dirigé par Souty Touré, ancien ministre d'Abdou Diouf, également maire de Tambacounda.

## Histoire
Fondé par Souty Touré et Ameth Saloum Boye, le PSA obtient sa reconnaissance légale en 2007.
Lors des élections législatives de 2007, il recueille 26 320 voix, soit 1,53 %, et obtient un siège à l'Assemblée nationale.
Le PSA a gagné de nombreux sièges de conseillers municipaux, ruraux et régionaux lors des élections régionales de mars 2009. Son secrétaire général, le Sénateur Souty TOURE a perdu la mairie de Tambacounda, son fief politique, dans des conditions douteuses. Nombreux ont douté de la sincérité du scrutin municipal de 2009. Pour preuve, en janvier 2011, du fait de son ancrage militant très fort, l'ancien Ministre socialiste a été approché par le PDS de Maître WADE, pour diriger le comité régional de campagne du candidat de la majorité présidentielle.

## Orientation
C'est un parti de gauche qui se veut l'héritier de Léopold Sédar Senghor et d'Abdou Diouf.

## Symboles
PSA